# 유현덕산
유현덕산(柳峴德山)은 라선시 선봉구역 백학리와 함경북도 경흥군 태양리 사이에 위치한 산이다. 높이는 853m이다. 송진산맥의 주요 봉우리 가운데 하나에 속해 있다.
북쪽 사면은 강이 흐른다. 이곳은 산열매, 약초 등이 풍부하고, 여러 종류의 활엽수와 띄엄띄엄 자라는 침엽수도 있다.

## 같이 보기
- 한국의 산